# Jon-Erik Hexum
Jon-Erik Hexum (New Jersey, 1957. november 5. – Los Angeles, 1984. október 18.), amerikai modell, színész.

## Élete
Jon-Erik Hexum New Jersey-ben született. Apja norvég származású volt. Hexum a középiskola elvégzése után rövid ideig a Case Western Reserve Egyetemre járt, de otthagyta, és átment a Michigan-i Állami Egyetemre. Ebben az időben rádiós lemezlovasként dolgozott, amerikai futballozott, és kisebb színpadokon szerepelt. Hexum 1980-ban már New York-ban élt, mikor megismerkedett John Travolta menedzserével, Bob LeMond-dal, aki nagyszerű lehetőségeket látott a Hexumban. 1981 szeptemberében LeMond tanácsára Los Angeles-be költözött  és a Nyári szeretők című film meghallgatásán vett részt, azonban a szerepet Peter Gallagher kapta. 1982-ben kezdődött Hexum filmes karrierje, szerepet kapott az NBC Universal sorozatában a Voyagers!-ben. Az áttörést a Cover Up című sorozat jelentette Hexum számára, amiben megkapta Mac Harper modell és titkosügynök szerepét és Jennifer O’Neill partnere lehetett. Hexum úgy írta le ezt a karaktert, mintha Indiana Jones, James Bond, Mr. Magoo és Superman keveréke lenne. Hexum a Cover Up forgatása közben, balesetben halt meg. Az akkori barátnője Elizabeth Daily színésznő volt.

## Halála
1984 október 12-én a Cover Up hetedik, "Golden Opportunity" című részét forgatták, mikor a szünetben egy 44 Magnum típusú kellékpisztolyban Hexum egy vaktöltényt benne hagyott és a halántékára tartva szórakozásból elsütötte azt. Azzal nem számolt, hogy ilyen közelről a vaktöltény is veszélyes lehet. Hexum koponyájába hatolt a töltény és a koponyacsont összetört darabjainak egy része hatalmas belső vérzést okozott az agyban. Hexumot a Beverly Hills-i Orvosi Központba szállították, ahol öt órás műtétet végeztek rajta a lövés okozta seb helyreállítása érdekében. Október 18-án, hat nappal a baleset után, Hexumot agyhalottnak nyilvánították az orvosok és mindössze 26 évesen elhunyt. Az anyja engedélyével testét transzplantációs célokra használták fel. Hexum agyát, szívét, szaruhártyáit, bőrét és veséit is felhasználták. Hexum testét elhamvasztották és maradványait Malibu partjainál a Csendes-óceánba szórták. A Cover Up-ban a szerepét Antony Hamilton kapta meg. Az epizód végi stáblistán az alábbi szöveggel emlékeztek meg Hexumról:

## Filmográfia
| Év        | Cím                      | Szerep        | Megjegyzés                                           |
| --------- | ------------------------ | ------------- | ---------------------------------------------------- |
| 1982–1983 | Voyagers!                | Phineas Bogg  | 20 részben                                           |
| 1983      | Voyager from the Unknown | Phineas Bogg  | Voyagers! sorozat első 15 részéból összevágott film  |
| 1983      | Making of a Male Model   | Tyler Burnett | TV-film                                              |
| 1984      | Hotel                    | Erik herceg   | "Tomorrows" című részben                             |
| 1984      | The Bear                 | Pat Trammell  |                                                      |
| 1984      | Cover Up                 | Mac Harper    | 7 részben, a 7. rész forgatása közben érte a baleset |

## Fordítás
- Ez a szócikk részben vagy egészben  a   Jon-Erik Hexum című angol Wikipédia-szócikk fordításán alapul.  Az eredeti cikk szerkesztőit annak laptörténete sorolja fel. Ez a jelzés csupán a megfogalmazás eredetét és a szerzői jogokat jelzi, nem szolgál a cikkben szereplő információk forrásmegjelöléseként.